# Stictoptera uniformis
Stictoptera uniformis là một loài bướm đêm trong họ Noctuidae.